# Krupsko, Mîkolaiiv
Krupsko (în ucraineană Крупсько) este o comună în raionul Mîkolaiiv, regiunea Liov, Ucraina, formată numai din satul de reședință.

## Demografie
Componența lingvistică a comunei Krupsko
     Ucraineană (99,53%)
     Alte limbi (0,4%)
Conform recensământului din 2001, majoritatea populației comunei Krupsko era vorbitoare de ucraineană (99,53%), existând în minoritate și vorbitori de alte limbi.